# Bernard d'Udekem d'Acoz
Graaf Bernard d'Udekem d'Acoz (Kortrijk, 17 mei 1965) is een Belgisch burgerlijk ingenieur en familiehoofd van de adellijke familie d'Udekem d'Acoz.

## Levensloop
Bernard d'Udekem d'Acoz is de enige zoon, naast drie dochters, van Raoul d'Udekem d'Acoz (1935-2023) en Françoise de Maere d'Aertrycke (°1935).
Hij studeerde af aan de Katholieke Universiteit Leuven als burgerlijk ingenieur metaalkunde en aan de Vlerick Business School Gent als master of business administration (MBA). Hij was in dienst bij Remi Claeys Aluminium in Lichtervelde, als manager R&D (1989-1990), manager rolling mill production (1991-1993) en manager quality & logistics (1994-1997). Hij werkte vervolgens bij de Beaulieu International Group in Wielsbeke als administration & system quality manager (1997-2000), logistics & ICT manager (2001-2005) en IS manager yarns & fibres (2006-heden).
Hij trouwde in 1998 in Merelbeke met Marie-Pierre Verhaegen. Ze kregen twee zoons en een dochter. Ze gingen wonen in Ruddervoorde, een deelgemeente van Oostkamp, in het Kasteel Raepenburg, in 1798 gebouwd door zijn voorvader Bernard Van Severen.
In 2000 ontvingen ze, naar aanleiding van het huwelijk van hun nicht Mathilde d'Udekem d'Acoz met prins Filip van België, samen met hun kinderen en andere familieleden, de titel graaf en gravin, overdraagbaar op de verdere nakomelingen-naamdragers.
In 2014 schonk zijn oom Henri d'Udekem d'Acoz hem het Kasteel Couthof in Proven. Hij hield zich sindsdien bezig met de organisatie van de nodige herstellingswerken aan het kasteel en de bijhorende gebouwen.
Hij vervulde of vervult volgende functies:
- Gemeenteraadslid van Oostkamp van 2001 tot 2006.
- Lid van de Edele Confrérie van het Heilig Bloed in Brugge, sinds 2011.
- Lid van de Raad van Adel van België, sinds 2016. Hij wordt de Nederlandstalige voorzitter voor de jaren 2025-2028.[1]
- Penningmeester van de kerkfabriek van de Sint-Eligiuskerk in Ruddervoorde, sinds 2015.

## Publicaties
- De evolutie van de wetgeving in Vlaanderen omtrent ruimtelijke ordening en natuurbehoud, in: Bulletin van de Vereniging van de Adel van het koninkrijk België, n° 228, oktober 2001.
- (samen met Michel della Faille d'Huysse, Bernard Snoy, Paul Janssens, e.a.) De keuze van de familienaam van de kinderen en de overdracht van adeldom en adellijke titels, in: Bulletin van de Vereniging van de Adel van het Koninkrijk België, n° 280, oktober 2014.
- Les lettres patentes, in: Bulletin van de Vereniging van de Adel van het Koninkrijk België, n° 313, januari 2023.
- La noblesse et l'état civil, in: Bulletin van de Vereniging van de Adel van het Koninkrijk België, n° 314, april 2023.